# 3-ホスホシキミ酸-1-カルボキシビニルトランスフェラーゼ
3-ホスホシキミ酸-1-カルボキシビニルトランスフェラーゼ(3-phosphoshikimate 1-carboxyvinyltransferase, EPSPS)は、シキミ酸経路に属する酵素である。芳香族アミノ酸（トリプトファン、フェニルアラニン、チロシン）やこれらのアミノ酸残基を含むタンパク質やこれらのアミノ酸に由来する代謝産物の合成に影響を及ぼす。

## 酵素反応
ホスホエノールピルビン酸 + 3-ホスホシキミ酸 {\displaystyle \rightleftharpoons } リン酸 + 5-O-(1-カルボキシビニル)-3-ホスホシキミ酸
この酵素の基質はホスホエノールピルビン酸と3-ホスホシキミ酸で、生成物はリン酸と5-O-(1-カルボキシビニル)-3-ホスホシキミ酸である。

## 名称
EPSPSは 5-enolpyruvylshikimate-3-phosphate synthase の略であり、また、一般には 5-enolpyruvylshikimate-3-phosphate synthase がよく用いられるが、その他に
- 3-phosphoshikimate-1-carboxyvinyltransferase
- 3-enolpyruvylshikimate-5-phosphate synthase
- 3-enolpyruvylshikimic acid-5-phosphate synthetase
- 5'-enolpyruvylshikimate-3-phosphate synthase
- 5-enolpyruvyl-3-phosphoshikimate synthase
- 5-enolpyruvylshikimate-3-phosphate synthetase
- 5-enolpyruvylshikimate-3-phosphoric acid synthase
- enolpyruvylshikimate phosphate synthase
- EPSP synthase

とも表記される。
なお、体系名は、phosphoenolpyruvate:3-phosphoshikimate-5-O-(1-carboxyvinyl)-transferaseである。

## 分布
芳香族アミノ酸を生合成できる微生物や植物に広く分布している。原核生物では、細胞質蛋白質として存在している。植物ではプラスチドに局在しているが、遺伝子は核ゲノムにコードされており、細胞質の遊離リボソームで翻訳された後、アミノ末端側に存在する輸送ペプチド(transit peptide, targeting signal)によってプラスチドへ移行する。酵母などの下等真核微生物においては、多機能酵素(multi-functional enzyme)として存在している。

## 阻害剤
グリホサート (glyphosate) が有名であり、ラウンドアップ等の商品が除草剤として販売されている。また、遺伝子操作によってグリホサート耐性にした作物が栽培されている（これについては、ラウンドアップと遺伝子組み換え作物を参照。